# Малое Олбито
Малое Олбито — озеро в муниципальном образовании «Себежское» (в части бывшей Долосчанской волости) Себежского района Псковской области России. Состоит из двух водоёмов, соединённых узкой перемычкой: озера Албецкого и озера Аннинского.
В 2 км к юго-востоку расположено озеро Большое Олбито. К югу соседствует с малым озером Белогорец, из которого получает сток.
Площадь — 1,3 км² (131,4 га; с островами — 1,32 км² или 132,0 га). Максимальная глубина — 7,6 м, средняя глубина — 3,5 м.
На северо-западном берегу озера расположена деревня Аннинское (в составе муниципального образования «Себежское» в части бывшей Долосчанской волости).
Проточное. Относится к бассейну реки Олбита, притока реки Нища, которая впадает в свою очередь в реку Дрисса (бассейн Западной Двины). С рекой Олбита озеро соединено через ручей-канал и озеро Олбито Большое.
Тип озера лещово-уклейный. Массовые виды рыб: щука, лещ, плотва, окунь, красноперка, густера, уклея, ерш, карась, линь, язь, угорь, налим, вьюн, щиповка, пескарь; широкопалый рак (единично).
Для озера характерны луга, поля, болото; в литорали — песок, галька, камни, заиленный песок, в центре — ил, камни, заиленный песок.